# Silvius I. Nimrod (Württemberg-Oels)

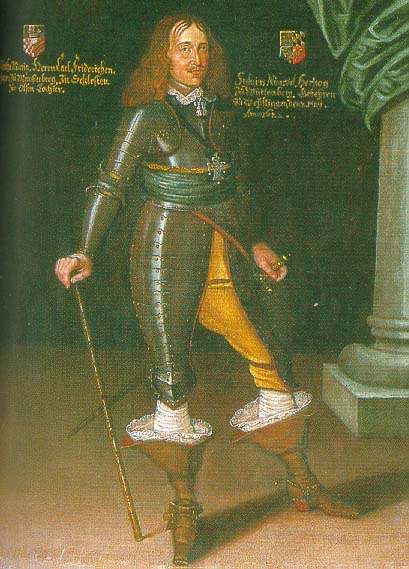
Silvius Nimrod, Erster Herzog von Württemberg-Oels

Silvius I. Nimrod (* 2. Mai 1622 in Weiltingen; † 24. April 1664 in Briese im Herzogtum Oels in Schlesien) war erster Herzog von Württemberg-Oels.

## Leben
Silvius war der Sohn des Herzogs Julius Friedrich von Württemberg-Weiltingen und der Anna Sabina von Schleswig-Holstein-Sonderburg. 1638 nahm er im Heer Bernhards von Sachsen-Weimar an der Belagerung von Breisach teil. Am 1. Mai 1647 heiratete er in Oels Elisabeth Marie von Oels, deren Vater Herzog Karl Friedrich I. wenige Wochen später verstarb. Da er der letzte regierende Herzog von Oels war, fiel sein Herzogtum als erledigtes Lehen an die Krone Böhmen. Deshalb beabsichtigte Kaiser Ferdinand III. in seiner Eigenschaft als König von Böhmen, das Herzogtum Oels einzuziehen. Nach langwierigen Verhandlungen, mit denen sich Silvius zur Zahlung von 20.000 Gulden und zur Abtretung der mährischen Herrschaft Jaispitz verpflichtete, wurde er schließlich am 15. Dezember 1648 in Wien mit dem Fürstentum Oels (als Mediatfürstentum) belehnt. Nachfolgend versuchte Silvius, das vom Dreißigjährigen Krieg verwüstete Land wieder aufzubauen, wobei er sein Hauptaugenmerk auf die Bereiche Erziehung und Kirche richtete. 1652 gründete er den Ritterorden vom Totenkopf, der bis ins 19. Jahrhundert bestand. Von 1647 bis 1652 war Angelus Silesius sein Hofarzt. Matthäus Apelles von Löwenstern war bis 1639 sein Herzoglicher Rat und Hofkapellmeister.
Am 26. April 1664 erlag Silvius I. Nimrod einem Schlaganfall bei einem Besuch auf Schloss Briese. Entsprechend der testamentarischen Verfügung übernahm Herzog Christian von Liegnitz-Brieg die Vormundschaft über dessen Söhne. Um einer kaiserlichen Obervormundschaft vorzubeugen, der vermutlich eine katholische Erziehung der Prinzen folgen würde, schickte er sie zum Studium an das Tübinger Collegium Illustre.

## Nachkommen
Am 1. Mai 1647 heiratete Silvius in Oels Elisabeth Marie von Oels (1625–1686). Der Ehe entstammten fünf Söhne und zwei Töchter:
- Anna Sophie (1648–1661)
- Karl Ferdinand (1650–1669)
- Silvius II. Friedrich (1651–1697)
- Christian Ulrich I. (1652–1704)
- Julius Siegmund (1653–1684)
- Kunigunde Juliana (*/† 1655)
- Sylvius (*/† 1660)